# Río Algodón
Der Río Algodón ist ein etwa 600 km langer rechter Nebenfluss des Río Putumayo im Nordosten von Peru in der Provinz Putumayo der Region Loreto. Er bildet abschnittsweise die nördliche Grenze des regionalen Schutzgebietes Maijuna Kichwa.

## Flusslauf
Der Río Algodón entspringt im äußersten Nordwesten des Distrikts Putumayo auf einer Höhe von etwa 150 m. Er durchquert den Distrikt fast auf dessen gesamter Länge und weist dabei ein stark mäandrierendes Verhalten mit unzähligen engen Flussschlingen und Altarmen auf. Er fließt anfangs etwa 60 km in südsüdöstlicher Richtung. Anschließend wendet sich der Fluss in Richtung Ostsüdost und ab Flusskilometer 430 nach Osten. Bei Flusskilometer 314 passiert der Río Algodón die einzige größere Ortschaft, San Pablo de Totolla, die am südlichen Flussufer liegt. Auf den letzten 130 Kilometern wendet sich der Río Algodón allmählich nach Nordosten und mündet knapp 5 km westlich der Ortschaft Esperanza auf einer Höhe von ungefähr 92 m in einen südlichen Seitenarm des Río Putumayo.

## Einzugsgebiet
Der Río Algodón entwässert eine Fläche von ungefähr 7800 km². Das Einzugsgebiet des Río Algodón erstreckt sich über einen Großteil des  Distrikts Putumayo. Es grenzt im Osten an die Einzugsgebiete der Quebrada Mutún und des Río Yaguas, im Süden an die Einzugsgebiete der Flüsse Río Ampiyacu, Río Apayacu und Río Sucusari, im Südwesten an die Einzugsgebiete des Río Napo und dessen Nebenfluss Río Tamboryacu sowie im Norden an die Einzugsgebiete des oberstrom gelegenen Río Putumayo und dessen Nebenflüsse Río Campuya und Río Ere.